# Anna Sophia Berglund
Anna Sophia Berglund född 5 april 1986 i San Pedro i Kalifornien i USA, är en amerikansk fotomodell och skådespelare. Hon var Playboys Playmate of the Month i januari 2011, med bilder tagna av fotografen Stephen Wayda.

## Biografi
Anna Sophia Berglunds föräldrar är av svensk härkomst. Hon tog examen från Palos Verdes Peninsula High School och en examen i teater vid UCLA under 2008 samt har studerat skådespeleri på Beverly Hills Playhouse.

## Filmografi
| År        | Film/TV                        | Roll      |
| --------- | ------------------------------ | --------- |
| 2008      | Bad Mother's Handbook          | Stacey    |
| 2009-2010 | The Girls Next Door            | Sig själv |
| 2012      | Party Like the Queen of France | Sig själv |
| 2012      | Amelia's 25th                  | Nikkey    |
| 2012      | Funny: The Documentary         | Sig själv |

Berglund har medverkat i TV-serien "Cavemen" (2007), "Desperate Housewives" (2004) och "Hannah Montana" (2006) och även en liten roll i komedin Fired Up! (2009).